# Silly-en-Saulnois
Silly-en-Saulnois är en kommun i departementet Moselle i regionen Grand Est (tidigare regionen Lorraine) i nordöstra Frankrike. Kommunen ligger i kantonen Verny som tillhör arrondissementet Metz-Campagne. År 2022 hade Silly-en-Saulnois 34 invånare.

## Befolkningsutveckling
Antalet invånare i kommunen Silly-en-Saulnois
| Referens: INSEE |